# 黃潔冰
黃潔冰（1972年—），生於霹雳州怡保，马来西亚華人女性政治人物，人民公正黨党員，为民權人士。曾于2008年至2023年担任雪兰莪州议会武吉蘭樟议员，以及2008年至2018年担任雪兰莪州行政议员。
注：黃潔冰也可以指：前香港亞洲電視臺女演員

## 政治生涯
黃潔冰在1994年起參加「尼泊爾鄉區重建」為人所認識。1996年參與馬來西亞人民之聲。2000年任全國人權協會秘書長。2008年马来西亚大选时代表公正党竞选武吉蘭樟州議席，对垒民政党原任州议员杨带英并当选，开始出任雪州新政府职务。2008年3月24日，宣布就职为行政议员，掌管事务为旅游、消费人与环境事务。
2009年2月，卷入偷拍风波，裸照疑遭男友偷拍外泄，黄洁冰为此宣布辞去行政议员及州议员职务，但最终获雪州政府挽留，于同年4月15日恢复上班。
2014年，黃潔冰掌管事务为旅游、环境、绿色科技、消费人事务。